# Жути танг
Жути танг (Zebrasoma flavescnes) је врста риба из породице Acanthuridae која насељава слане воде. Једна је од најпопуларнијих акваријумских риба, од којих су све узете из дивљине, зато што није могуће узгајати их комерционално.

## Таксономија
Жути танг је откривен од стране енглеског природњака Едварда Тарнера Бенет као Acanthurus flavescens 1828 из скупине cа хавајских острва. Врста је добила назив по латинском придеву flavescens што у преводу значи “жуто”.

## Опис
Одрасла риба може да порасте и до 20 центиметара у дужину и 1-2 центиметра у ширину. Осрасли мужијаци су већи од женки. Жути танг је светложуте боје. Ноћу жута боја избледи, а током дана се брзо врати у светложуту.

## Исхрана
У дивљини се хране алгама и воденим биљкама, a у акваријуму једу месо или рибу. Дејство ове исхране може бити непожељно.

## У акваријуму
Жути танг се често држи у акваријуму. Сви жути тангови у акваријуму су узети из дивљине, до 2015. није било могуће узгајати их, чак ни експериментално. Животни век у може достићи 30 година у дивљини, док је у акваријуму најмање 2-5 година, а у већим акваријумима до 20 година.